# L'altra cara del gàngster
L'altra cara del gàngster (títol original en anglès: The Big Mouth) és una comèdia estatunidenca dirigida per Jerry Lewis el 1967. Ha estat doblada al català.

## Argument
Gerald Clamson va a pescar: un home-granota que se li assembla com dues gotes d'aigua. Aquest li dona llavors un mapa del tresor. Les coses es compliquen quan una banda de gàngsters desembarca.

## Repartiment
- Jerry Lewis: Gerald Clamson / Syd Valentine
- Harold J. Stone: Thor
- Susan Bay: Susie Cartwright
- Buddy Lester: Studs
- Del Moore: M. Hodges
- Paul Lambert: Moxie
- Jeannine Riley: Bambi Berman
- Léonard Stone: Fong
- Charlie Callas: Rex
- Frank De Vol: Bogart
- Vern Rowe: Gunner
- David Lipp: Lizard
- Vincent Van Lynn: Fancher
- Mike Mahoney: 1r detectiu
- Walter Kray: 2n detectiu
- John Nolan: M. Webster
- Eddie Ryder: Specs
- George Takei: el joier
- Kathleen Freeman: Una vella